# Leptoteleutias vittatus
Leptoteleutias vittatus är en insektsart som beskrevs av Max Beier 1962. Leptoteleutias vittatus ingår i släktet Leptoteleutias och familjen vårtbitare. Inga underarter finns listade i Catalogue of Life.